# Il violatore di blocco
Il violatore di blocco è un film muto italiano del 1913 diretto e interpretato da Attilio Fabbri.